# Otto Nicolai

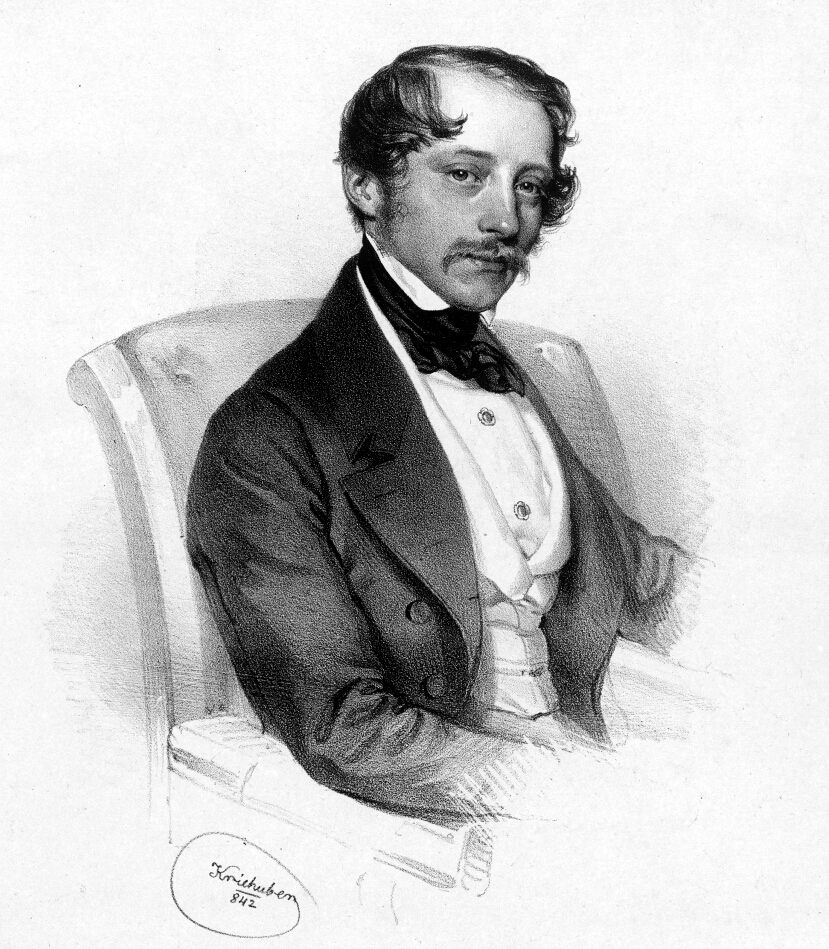
Otto Nicolai.

Otto Nicolai, född den 9 juni 1810 i Königsberg (nuvarande Kaliningrad), död den 11 maj 1849 i Berlin, var en tysk tonsättare. 

## Biografi
Nicolai rymde vid 16 års ålder från sin despotiske fader, studerade musik för Klein och Zelter i Berlin och blev 1833 organist vid preussiska legationskapellet i Rom, där han genomgick en grundlig studiekurs för Baini. 
Efter tillfällig anställning i Wien (1837) återvände han till Rom och firade med flera operor (Enrico II d'Inghilterra, 1839; Il templario, 1840; Il proscritto, 1841; Die Heimkehr des Verbannten, 1844) lättvunna segrar hos italienarna, som på grund av hans namn tog honom för en landsman. 
1841 blev han hovkapellmästare i Wien, där han gjorde början till de filharmoniska konserterna, och 1847 kallades han till domkördirigent och hovkapellmästare i Berlin, där han dog åtta veckor efter uppförandet av hans opera Muntra fruarna i Windsor. 
Han fick sålunda aldrig uppleva de framgångar som verket hade. Det banade sig väg till de flesta scener (Stockholm 1857) och allmänt blivit erkänt som en av de bästa tyska komiska operorna, utmärkt av fantasi, humor, frisk melodi och solid faktur. 
Dessutom skrev Nicolai visor, körer, pianosaker, orkesterverk, en symfoni samt vackra motetter och psalmer. Hans biografi skrevs av Mendel (1868), hans dagböcker utgavs 1892 och hans brev 1897.